# Watangrejo
Watangrejo is een bestuurslaag in het regentschap Wonogiri van de provincie Midden-Java, Indonesië. Watangrejo telt 3207 inwoners (volkstelling 2010).